# Orle Wielkie
Orle Wielkie – niewielka wieś sołecka w Polsce położona w województwie wielkopolskim, w powiecie międzychodzkim, w gminie Chrzypsko Wielkie.

## Historia
Wieś pierwotnie związana była z Wielkopolską. Ma metrykę średniowieczną i istnieje co najmniej od drugiej połowy XIV wieku. Wymieniona pierwszy raz w łacińskim dokumencie z 1358 w zapisie „ in Orlie”, 1398 „de Orle Majori, de Orle”, 1400 „Orla”, 1409 „Wielkie Orle”, 1423 „in Maiori Horle”, 1462 „Orlye”, 1474 „Orele Maius”.
Miejscowość była początkowo wsią szlachecką należącą do lokalnej szlachty wielkopolskiej z rodu Orzelskich, którzy od nazwy wsi przyjęli swoje odmiejscowe nazwisko, a później także do Słopanowskich, Jarogniewskich, Górków, Smoguleckich. W 1450 miejscowość leżała w powiecie poznańskim Korony Królestwa Polskiego. W 1508 leżała w parafii Biezdrowo.
Pierwszy zachowany zapis o wsi pochodzi z 1358 i wspomina drogę biegnącą z Wronek do Orla Wielkiego. W latach 1396–1405 w dwóch sporach sądowych wspomnainy został Sędziwój Orzelski noszący odmiejscowe nazwisko od wsi Orle Wielkie. Później dziedzicem wsi był asesor sądu ziemskiego w Kościanie Arkembold Orzelski właściciel we wsi Orle Wielki. W 1397 prowadził on spór sądowy o własność wsi Gluchowo dowodząc, że wieś tę posiadał jeszcze zanim Andrzej pozwał Pietruchę Mirkowową o jej połowę. W 1400 pozwał Andrzeja o najazd na Głuchowo. W 1398 prowadził spór sądowy z Bodzętą z Orla Małego o 40 grzywien . W 1404 Arkembold Orzelski, Mikołaj Żydowski, Piotr Wilk [z Lubosiny] i Bieniasz Tuczępski poręczyli staroście generalnemu wielkopielkopolskiemu oraz burgrabiemu starościńskiemu, że Szczepan z Pożarowa stawi się na zamku poznańskim.
W 1409 Wincenty Słopanowski dowodził przed sądem ziemskim, że kupił Orle Wielkie oraz posiadał je bez przeszkód przez ponad 30 lat. W 1413 Maciej kmieć z Orla Wielkiego pozwany został przez panią Głuchowską o zabranie mienia o wartości 4 grzywien. W 1418 Jarosław Jarogniewski zakupił od Dobrogosta z Szamotuł wsie Orle Wielkie, Głuchowo i Sieradowo za 1000 grzywien szerokich groszy. W 1428 dziedzic Orla Wielkiego Marcin Orzelski prowadził spór sądowy z Zachariaszem z Ćmachowa o łowienie ryb w jeziorze zwanym Sieradowo. W latach 1434–1450 odnotowano właściciela we wsi Wojciecha Jarogniewskiego, który toczył kilka sporów z lokalną szlachtą. W 1446 był on dziedzicem w Orlu Wielkim, Koninie i Głuchowie i toczył spór z sędzią kaliskim Trojanem z Łekna. W 1450 Wojciech Jarogniewski sprzedał Jakubowi synowi zmarłego Jakuba Sierakowskiego wsie Orle Wielkie, Głuchowo i Sieradowo za 100 grzywien.
W latach 1450–1469 dziedzicem wsi był Jakub Sierakowski, który od nazwy wsi przyjął odmiejscowe nazwisko Orzelski. W 1466 za 100 grzywien odkupił od Sędziwoja Rąbińskiego wieś Krzon. W 1466 pod nazwiskiem Orzelski zapisał swojej żonie Elżbiecie po 200 grzywien posagu oraz wiana na połowie swoich dóbr w Orlu Wielkim oraz Głuchowie. W 1467 sprzedał Sędziwojowi z Żydowa koło Obornik całe wsie Orle Wielkie oraz Głuchowo za 1700 złotych węgierskich.
W latach 1474–1475 Jan Biały ze Sroczkowa w województwie sandomierskim otrzymał od króla polskiego Kazimierza IV Jagiellończyka prawa do dóbr Żydowo, Głuchowo, Orle Wielkie, Przecław oraz części majętności w Nojewie należących do Sędziwoja z Żydowa, który nie dopełnił obowiązku udziału w wyprawie wojennej na Śląsk i Węgry w czasie walki o sukcesję czeską z Maciejem Korwinem. W 1483 po śmierci Jana Białego dobra odziedziczyla jego siostra Anna, która wymieniła z Janem z Oleśnicy w województwie sandomierskim całe części Żydowa, Głuchowa, Orla Wielkiego oraz Przecławia, a także plac w obrębie murów Poznania naprzeciwko kościoła św. Dominika na wsie Ujazdek i Łopatno w powiecie sandomierskim z dopłatą 2200 złotych.
W latach 1496–1508 jako właściciel we wsi notowany był kasztelan kaliski Andrzej Szamotulski herbu Nałęcz, który dał w posagu swojej córce Katarzynie do czasu jej zamążpójścia połowę Szamotuł wraz z przyległymi wsiami, w tym m.in. z Oorlem Wielkim. Katarzyna po wyjściu za mąż miała otrzymać 2000 grzywien, a wspomniane dobra miały powrócić do Andrzeja.
W 1500 w dokumentach starosty generalnego wielkopolskiego Ambrożego Pampowskiego zachował się zapis czynszu w wysokości 6 grzywien od sumy 75 grzywien z Orla Wielkiego oraz Glinna przeznaczony dla mansjonarzy kościoła parafialnego w Szamotułach. W 1519 czynsz ten został wykupiony. W początku XVI wieku wieś przeszła na własność rodu Górków. W 1511 Katarzyna córka zmarłego wojewody poznańskiego Andrzeja z Szamotuł oraz żona kasztelana poznańskiego oraz starosty generalnego wielkopolskiego Łukasza Górki dała mężowi połowę miasta Szamotuły wraz z wsiami, w tym m.in. także Orle Wielkie. W 1512 król polski Zygmunt I Stary zezwolił Łukaszowi Górce, aby zapisał żonie Katarzynie z Szamotuł w dożywocie dóbr własnych oraz królewskich zapisanych m.in. na Orlu Wielkim. W 1541 Orle Wielkie należało do biskupa włocławskiego Łukasza Górki. Wieś wspomniano wówczas w opisie odnowienia granic między Strzyżminem, a Śródką. Narożnik tych wsi z Orlem Wielkim leżał przy drodze z Orla Wielkiego do Śródki. W latach 1571–1577 właścicielem we wsi był Jan Smogulecki także dziedzic w Głuchowie. W 1571 został on pozwany przez Jana Ostroroga o zniszczenie znaków metalowych pałniących funkcję znaków granicznych pomiędzy wsią opuszczoną Nosalewo należącą do Ostroroga a Orlem Wielkim należącym do Smoguleckiego, a także o zalanie łąk w Nosalewie poprzez spiętrzenie wody w jeziorze przy wsi Głuchowo.
Miejscowość odnotowano również w historycznych rejestrach poborowych. W 1469 Orle Wielkie figurowało w wykazie wsi, które nie zapłaciły wiardunków królewskich oraz nie dopuściły do ich egzekucji. W 1475-1478 wieś znalazła się w wykazie zaległości podatkowych powiatu poznańskiego. W 1509 poboru ze wsi był wojewoda poznański Andrzej Szamotulski. W 1508 pobrano podatki od 11 łanów oraz od karczmy i młyna po wiardunku. W 1509 pobór odbył się od 12 łanów, oraz po 6 groszy od karczmy i od młyna. W 1563 opodatkowano 11 łanów, karczmę doroczną oraz młyn wodny o jednym wodnym kole. W 1577 pobór podatkowy z Orla Wielkiego zapłacił Jan Smogulecki. W 1580 pobór ponownie płaci Jan Smogulecki od 12 łanów, połowy łana karczmarskiego oraz od młyna dorocznego.
W wyniku II rozbioru Rzeczypospolitej w 1793, miejscowość przeszła w posiadanie Prus i jak cała Wielkopolska znalazła się w zaborze pruskim. W okresie Wielkiego Księstwa Poznańskiego (1815–1848) miejscowość wzmiankowana jako Orle należała do wsi większych w ówczesnym pruskim powiecie Międzyrzecz w rejencji poznańskiej. Orle należało do okręgu sierakowskiego tego powiatu i stanowiło część majątku Srzodka (Śródka), którego właścicielem był wówczas Zeidlitz. Według spisu urzędowego z 1837 roku wieś liczyła 127 mieszkańców, którzy zamieszkiwali 12 dymów (domostw).
W latach 1975–1998 miejscowość administracyjnie należała do województwa poznańskiego.
14 września 1906 roku w Orlu Wielkim, w części wsi o nazwie Orle Młyn, w rodzinie właściciela młyna i gospodarstwa (104 morgi) Jana i Władysławy z d. Fisher, urodził się por. rez. Edward Urban. Miał siedmioro rodzeństwa. W latach 1926–1929 studiował na Uniwersytecie Poznańskim. W 1931 roku ukończył Szkołę Podchorążych Rezerwy Piechoty. Podczas ćwiczeń rezerwy był dowódcą plutonu. Awans na podporucznika rezerwy otrzymał ze starszeństwem od 1 stycznia 1933 roku oraz przydział do 58 Pułku Piechoty Wielkopolskiej. W 1934 roku z zaliczeniem jednego roku ze studiów na UP rozpoczął studia na Wyższej Szkole Handlowej w Poznaniu. Dyplom nauk handlowych uzyskał w czerwcu 1936 roku. Tego samego roku wyjechał do Łucka (ówcześnie stolicy województwa wołyńskiego), gdzie objął posadę profesora języka polskiego w gimnazjum. Po przeprowadzce na Kresy z pewnością otrzymał zmianę przydziału wojskowego. Podczas ostatniego pobytu w Orlu Młynie w sierpniu 1939 roku był namawiany przez rodzinę do pozostania w domu, pomimo nalegań wrócił do Łucka.
Nie są znane okoliczności, w jakich dostał się do niewoli sowieckiej. Na początku marca 1940 roku rodzice otrzymali od niego kartkę ze „Wschodu” (obecnie zaginiona) z informacją, że jest zdrowy i czuje się dobrze. Kartka ta była ostatnim znakiem życia. Po odkryciu przez Niemców w 1943 roku grobów polskich oficerów w Katyniu rodzina domyślała się, że został tam zamordowany. Przeczucia bliskich zostały potwierdzone dopiero na początku lat 90. minionego stulecia po zakupieniu książki z Listą Katyńską, gdzie odnotowano jako miejsce śmierci nie Katyń a Charków. Wojenne losy Edwarda Urbana musiały wyglądać następująco. Po 17 września 1939 roku dostał się do niewoli sowieckiej. Przebywał w obozie specjalnym NKWD w Starobielsku, skąd w kwietniu lub pierwszej połowie maja 1940 roku został przewieziony do Charkowa i tam zamordowany. Jego ciało wrzucono do zbiorowego dołu śmierci na przedmieściach Charkowa. W listopadzie 2007 roku ppor. rez. Edward Urban został awansowany pośmiertnie na stopień porucznika.

## Galeria

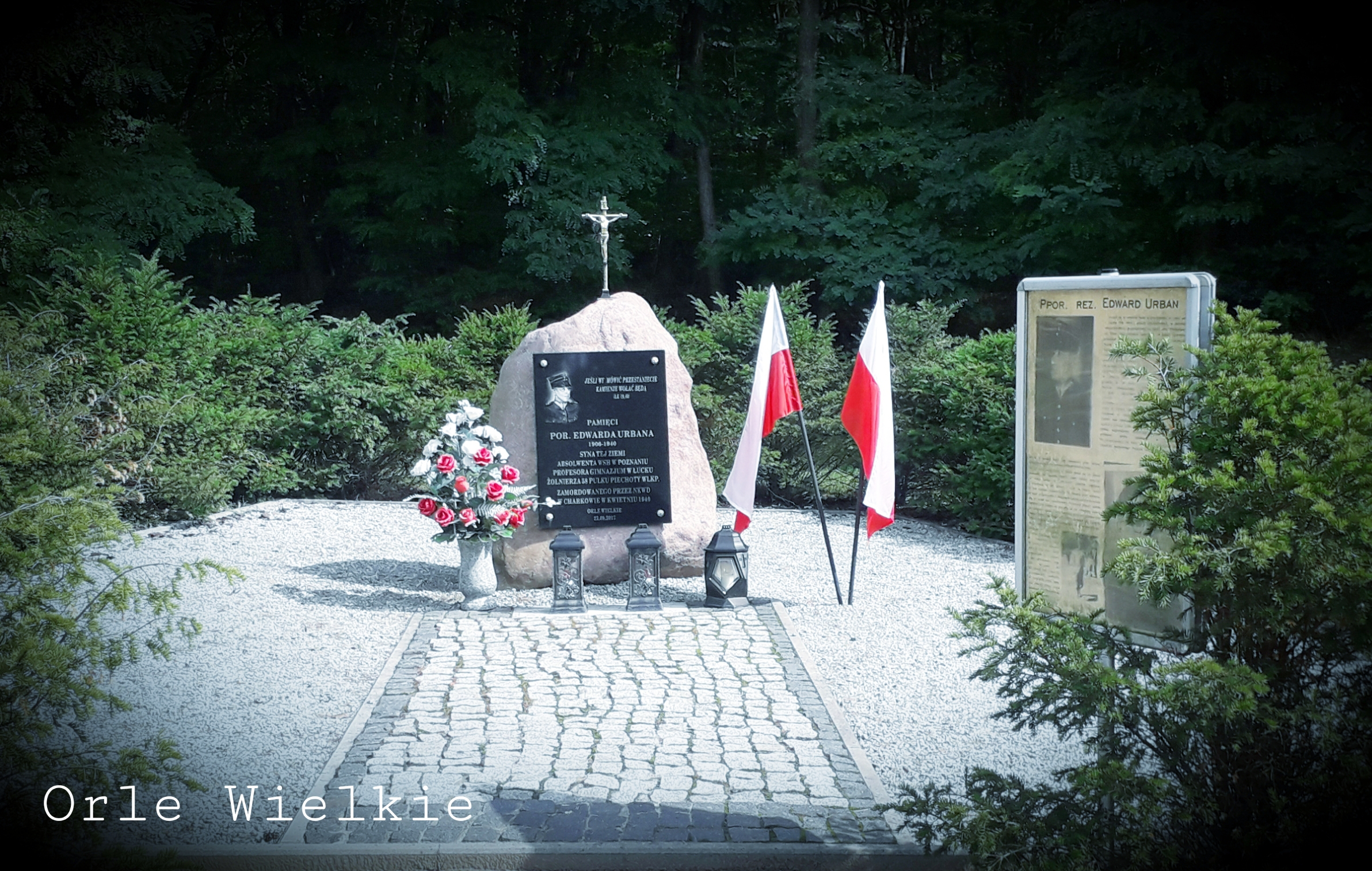
Obelisk ku pamięci zamordowanego przez NKWD por Edwarda Urbana urodzonego w Orlu Wielkim
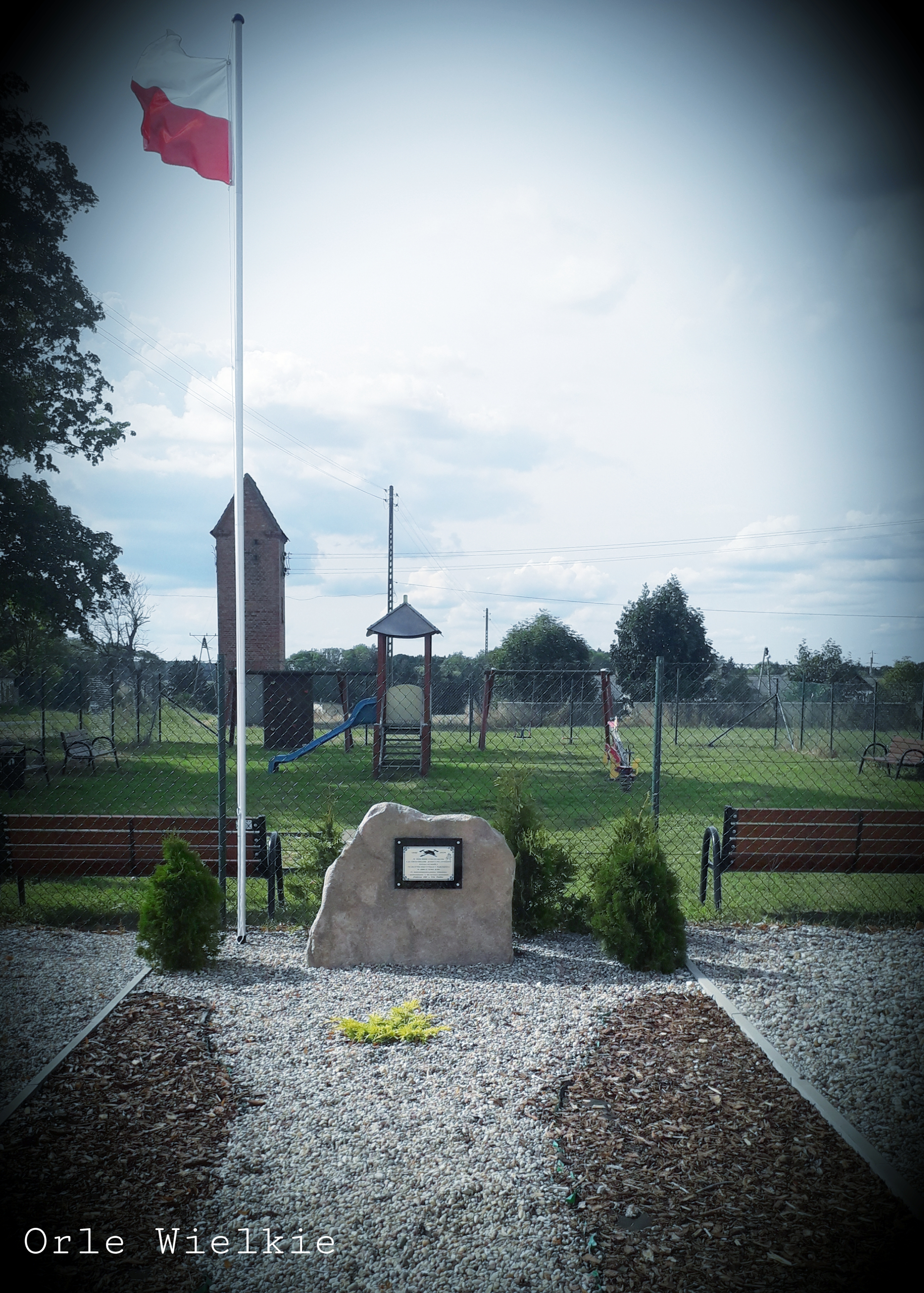
Obelisk ku pamięci druhów strażaków OSP Orle Wielkie, ustanowiony w 90 rocznicę istnienia OSP 1930-2020
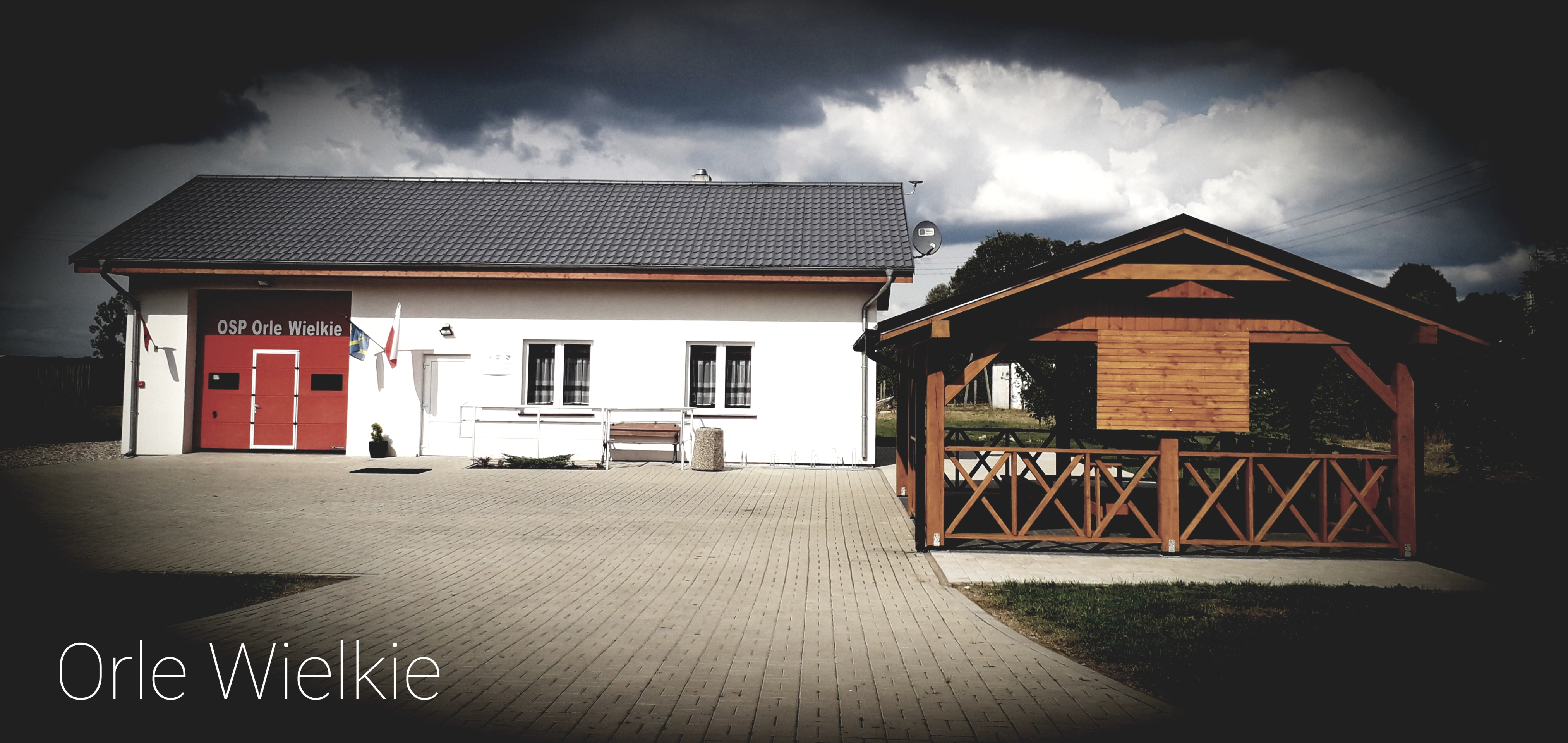
Remiza OSP Orle Wielkie wraz z świetlicą wiejską i wiatą grilową
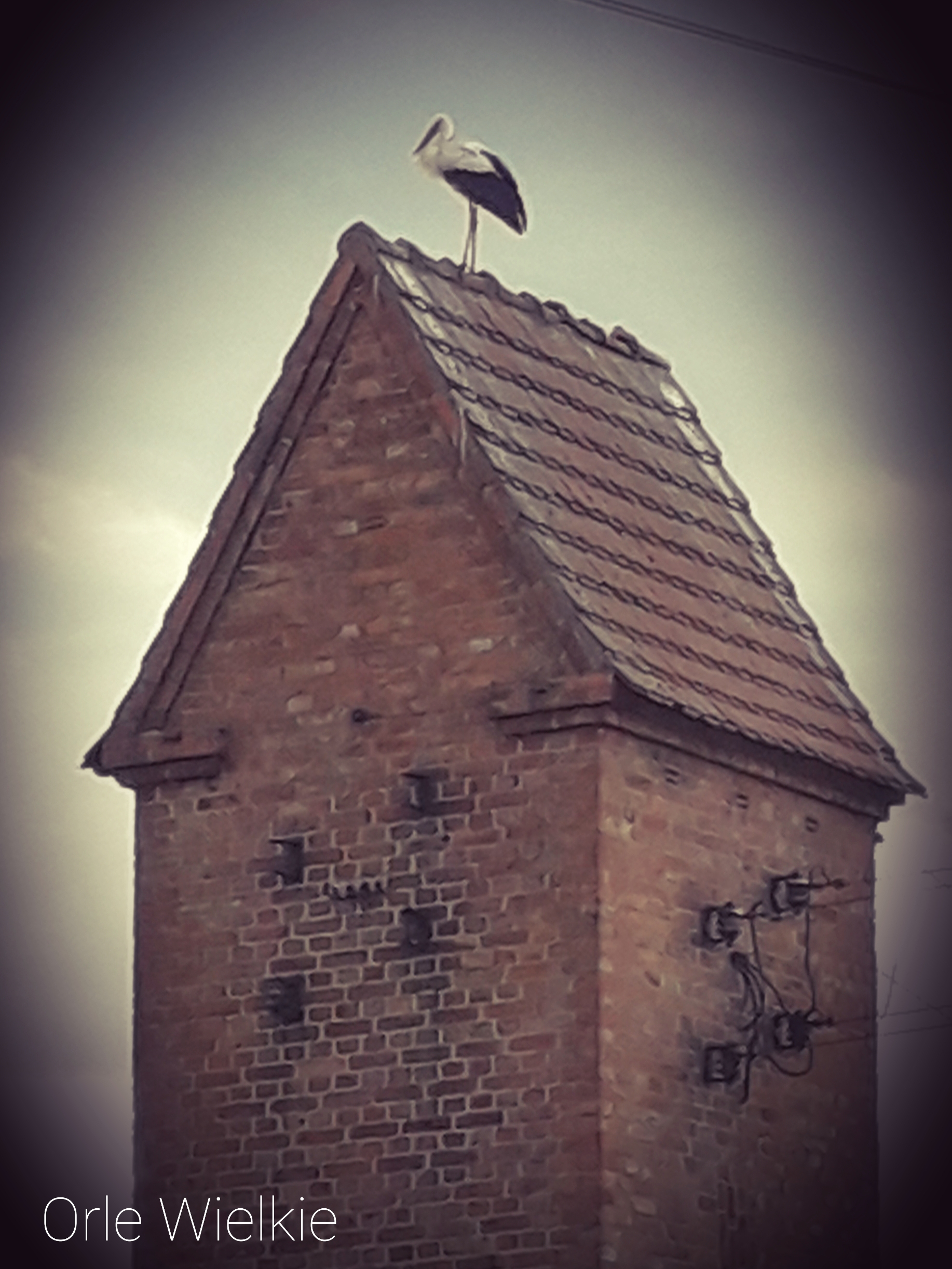
Bocian na budynku stacji transformatorowej w Orlu Wielkim